# United States Bridge Federation
United States Bridge Federation, forkortet USBF, er det nationale bridgeforbund i USA, stiftet i 2001.
Forbundet er medlem af World Bridge Federation (WBF) og har George Jacobs som formand. Det er en almennyttig organisation, dannet af American Contract Bridge League (ACBL) og American Bridge Association (ABA) med det formål at udtage og støtte hold, som repræsenterer landet i internationale konkurrencer; ligeledes skal det støtte World Bridge Federation i bestræbelserne på at gøre bridge til en olympisk sport, hvilket Den Internationale Olympiske Komité hidtil har afvist 
Bestyrelsen består foruden af formanden, af næstformand Howard Weinstein og sekretæren Jan Martel. Formand og næstformand vælges for en to-årig periode.